# ギジェルモ・ラソ
ギジェルモ・アルベルト・サンティアゴ・ラソ・メンドーサ（Guillermo Alberto Santiago Lasso Mendoza、1955年11月16日 - ）は、エクアドルの政治家、銀行家。同国大統領（第47代）を務めたが任期途中で退任した。所属政党は機会創造党。中道右派、古典的自由主義者とされる。ラソはラッソとも。

## 経歴

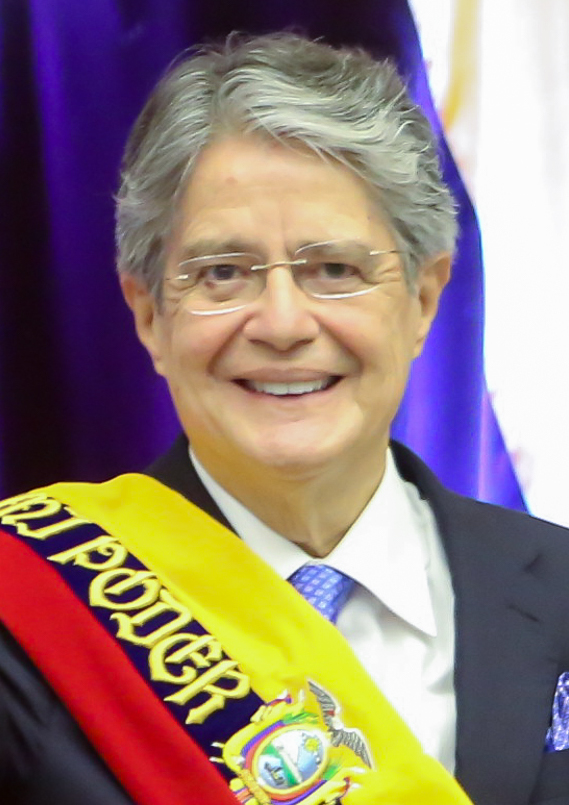
2021年就任時のギジェルモ・ラソ

グアヤキル出身。中流家庭の出身で、兄弟が10人おり、貧しい生活を送る。教皇庁立エクアドル大学（Pontificia Universidad Católica del Ecuador）中退。
グアヤキル証券取引所（BVG）非常勤職員、債券回収代理店、金融会社を経て、1990年代にコカ・コーラ社エクアドル支社長に就任。以後、コカ・コーラ社エクアドル支社取締役やマベサ社取締役を務め、公営のグアヤス交通委員会取締役会議長やアンデス開発公社取締役も務める。
1994年、グアヤキル銀行（Banco Guayaquil）CEO。
2013年の総選挙では現職大統領で左翼の経済学者のラファエル・コレアに敗北した。2017年の総選挙ではコレアの後継者であるレニン・モレノに敗北。2021年の総選挙ではコレアの盟友で左翼の経済学者のアンドレス・アラウス元知識・人的能力調整相を破り、大統領に選出された。
2021年12月17日、ラソ大統領の下でエクアドル政府がCPTPPへの参加を申請した。
2022年8月、ラッソは米国で目の近くの黒色腫の手術を受けた。手術成功後、キトに戻った。
2022年6月13日より燃料価格高騰に端を発した反政府デモが勃発し、全土に波及した。これを受け野党は大統領解任動議を国民議会に提出したが、6月28日の投票では賛成80票、反対48票となり、解任に必要な3分の2（92票）に満たなかったため解任動議は不成立となりラソの続投が決定した。2023年5月9日は横領疑惑で野党が議会に提出した弾劾裁判動議が賛成88、反対23、棄権5票で可決された。同月17日、ラソは「深刻な政治的危機」に陥ったとして、憲法の規定に基づき議会を解散すると発表した。罷免を避けるためと見られ、議会選挙に加え、大統領選挙も前倒しで行われる。6月2日、ラソは大統領選挙に出馬しないと表明した。支持率低迷で再選は難しいと判断したとみられる。11月23日に後継の大統領にダニエル・ノボアが就任したことでラソは任期を1年5カ月残して退任した。

## 政策
- 自由市場を重視し、民間部門の生産性向上と雇用拡大のために規制緩和、減税、最低賃金向上や国債発行を支持している。
- 前任のモレノ政権と同様に従来の反米左翼的外交からは距離をとり、アメリカやヨーロッパ、国際機関などとの関係改善を進めている。
- カトリック教徒だが、エクアドル最高裁判所が下した強姦被害者の中絶を許可する判決に対して司法の判断を完全に支持するとしている。また、同性婚合法化に対しても、従来の結婚制度とは差別化すべきとしつつも、おおむね賛成している。